# Jakub Šebesta
Jakub Šebesta, né le 16 novembre 1948 à Krumvíř, est un agriculteur et homme politique tchèque.